# Bamboo et Malibu
Bamboo et Malibu est une série de bande dessinée franco-belge humoristique publiée sous forme de strip, créée dans le journal de Spirou no 2930 par Rimka.

## Synopsis
Raconte le quotidien d'une mère et d'un fils d'origine africaine.

## Publication

### Revues
La série a été publiée dans le journal Spirou entre 1994 et 1996.